# Cantone di Mulhouse-Est
Il Cantone di Mulhouse-Est era una divisione amministrativa dell'Arrondissement di Mulhouse.
A seguito della riforma approvata con decreto del 21 febbraio 2014, che ha avuto attuazione dopo le elezioni dipartimentali del 2015, è stato soppresso.

## Composizione
Comprendeva parte della città di Mulhouse.